# جشمه كبود (ايلام)
جشمه كبود (بالفارسية: چشمه کبود) هي قرية تقع في المنطقة الوسطى في مقاطعة عيلام في محافظة عيلام في إيران. يقدر عدد سكانها بـ 941 نسمة - 213 أسرة.